# Археолошки парк Медијана
Археолошки парк Медијана је централно античко налазиште југоисточне Србије, некада римско насеље Медијана, сачињено од комплекса урбаних вила и већег пољопривредног газдинства, нека врста луксузно предграђе удаљено три римске миље од центра античког града Наиса. Смештен је у источном делу Ниша, на пола пута за Нишку Бању, на простор који су некада заузимале римске виле са пратећом инфраструктуром, и приближне је површине 40 hа.
Изложени археолошки материјал на самом парку највећим делом чине непокретни налази, и мањи део откривених покретних налаза, међу којима су фрагменте монументалне архитектонске пластике, скулптуре, бронзане ограде са хермама божанстава и новац, који су изложени у оквиру сталне поставке античке збирке Народног музеја у Нишу.
И дана се у овом парку готово 80 година од почетка систематских истраживања, и даље настављају не само истраживачки радови већ и непрестане активности у проналажењу начини како да се овај атрактивн садржаја на археолошкој мапи Европе, који још увек није адекватно валоризовани предтсви научној јавности и туристима у оквирима локалног или европског културног туризма у којме свакако треба да заузме боље месо и археолошки парк Медијана.

## Статус и категорија заштите
Због свог историјског и археолошког значаја локалитет на коме се налази археолошки парк Медијана је проглашен, 19. децембра 1981. године, за „Културно добро од изузетног значаја“ и под бројем АН 22 уведено је у централни регистар споменика културе у Републици Србији. Као основ за упис у регистар послужило је решење Завода за заштитуту и научно проучавање споменика културе НРС бр.220/49 од 9. фебруара 1949. године.
Надлежни завод који води локални регистар и бригу о археолошком парку Медијана је: Завод за заштиту споменика културе Ниш.

## Положај и размештај
Антички град Наис, настао је и развијао се током шест векова (а Медијана у њему с краја 3. и у 4. веку), у пространој котлини, оивиченој са свих страна обронцима високих планинских венаца, коју попречнео и уздуж пресецају Нишава и Јужна Морава, и својим долинама је повезују са суседним котлинама и удолинама централно-балканског простора.
Овакав географски положај условио је да се Наис и Медијана нађу на чворишту трансбалканских саобраћајница које су, како у антици, тако и данас пратећи долине већих и мањих река, Наис и Медијану „сместили“ на раскрсницу важних друмских и речних путева Балканског полуострва који су комуникацијски повезивали западно-европске земље са Оријентом и области Подунавља са Јадранским и Јонским морем.
Наис и Медијана у њему, у Римском царству заузимали су средишњни положај у римској провинцији Дарданији  касније Горњој Мезији (лат. Moesia Superior) која је у 1. веку п. н. е. организована на тлу централног Балкана, у сливу Мораве, приближно на простору данашње Србије.
Из правца Београда кроз Наис, а поред Медијане у правцу истока пролазио је стари трговачки и војни пут (лат. via militaris), магистрални правац који је из Сингидунума и Виминацијума водио преко Наиса нишавско-маричком магистралом у Сердику и Константинопољ.

### Микро локација
Медијана (као једно од најзанчајнијих градски насеља Наиса), је смештена у југоисточном делу Нишке котлине, изван густо насељеног и урбанизованог градског језгра, источно од центра Наиса на око три римске миље. Она је имала највећу површину мећу насељима у околини Наиса, са великим бројем грађевина, које је одвајао широки мећупростор, башта и пољопривредног имања.
Насеље Медијана са вилама и пратећом инфраструктуром размештена је на површини од приближно 40 hа, значајно већој од римског Наиса (која заједно са тврђавом, није превазилазила 20 до 25 hа), на пространој лесној заравни, или средњем терасном нивоу речне долине Нишаве високом 35 метара и јужним обронцима нишке котлине. Досадашњим истраживањем утврђено је постојање преко 80 објеката на овом простору, а сама Медијана се према проценама нишких археолога највероватније простире и много даље него што је то тренутна зона заштите овог археолошког локалитета .
Овај простор ограничава река Нишава са северне, подножја брежуљака Селичевице са јужне, војни логор Наис у доба римљана, а данас урбано језгро Ниша, се западне и Кутинска река са источне стране. У близини Медијане налазе се термални извори, веома лековите радиоактивне, слабо земно-алкалне воде Нишке Бање, са којих су аквадуктом снабдеване терме овог летњиковца.
Објекти на Медијани нису били размештани један уз други, већ их је делио широки међупростор, са баштама или пољопривредним имањима и шумама. Средиште насеља-летњиковца највероватније се налазило око данашње зграде музеја археолошког парка Медијана.

## Просторни план археолошког парка Медијане, врста, намена и карактеристике објеката
Просторни план Медијане нудио је поред услова за пољопривредну производњу и разнолике могућности за обављање државничких послова, физичку и интелектуалну рекреацију, повезану са друштвеним животом и другим збивањима:
- За личну негу тела: појединачне каде, просторије за масажу и знојење, одмор и спавање
- За спорт: палестру (гимнастичку школу) и уз њу слободне површине у вртовима
- За друштвене сусрете и разоноду: дворане и тремове за шетњу, вртове с грађевинама попут нимфеја, павиљона и Таберна
- За образовање: библиотеке.
- За обављање државничких послова: сале за аудијенцију. У њима су поред уметничке опреме и подова у мозаицима, налазиле и мермерне интарзије, зидне слике, архитектонски украси и појединачна уметничка дела, пре свега оригинали или копије значајних грчких и римских вајара.

## Археолошка истраживања
Прве (почетне) истраживачке радове на данашњем археолошком парку Медијани започео је пре 150 године Феликс Каниц. Он је Ниш први пут посетио 1859. године и осим неколико римских споменика испред Хункјар-џамије на другим местима није било античких остатака. У Србији је поново боравио 1860. и 1861. године да би Ниш по други пут посетио 1864. године. Том приликом отпочео је истраживање Тврђаве, Јагодин-мале и ископавања на Медијани. Током истраживања у Брзом Броду Каниц је открио темеље римског кастела. На пола пута између откривеног утврђења и пута Каниц је пронашао остатке монументалне грађевине осмоугаоног облика чији је под био прекривен мозаиком. О открићу на Медијани, овај неуморни трагач за балканским старинама поред осталог наводи:
| „ | На четвртом километру од Ниша оставио сам Цариградски друм и скренуо ка гробљу Брзог Брода. Комади античких цигала и црепова у оближњим њивама водили су ме ка узвишици на којој су се налазили остаци римског кастела чији је материјал односио Мидхад-паша за градњу нишке велике касарне. На пола пута између ове тврђаве и пута, прегледавајући пажљиво терен, наишао сам на остатке једног монументалног античког здања, првог и јединог који сам до данас нашао на територији Наисуса. | ” |

Каниц је забележио да је ова грађевина могла бити део царске виле која је на том месту вероватно саграђена због „лепоте предела и два лековита врела у близини, са температуром воде од 19 и 38 °C, што је чинило место сасвим прикладним за царску летњу резиденцију“.
Планска истраживања Медијане први пут су започета у четвртој деценији (1932) 20. века, и у континуитету су спровођена до данашњих дана.
Никола Вулић (1872–1945), историчар, класични филолог и археолог, наставник на Београдском универзитету, међу значајним је истраживача Медијене. У току летњих месеци 1935. и 1936. године боравећи у Нишу надгледао је археолошке радове код Брзог Брода и у Нишкој Бањи. О тим истраживањима у својим списима Вулић наводи остатке римске виле недалеко од Брзог Брода из 4. века, у којој је пронашао остатке мозаика, хипокауста, купатила. Вулић се у опису виле позвао на Ф. Каница „који је копао на том месту и описао мозаике.“
Током ископавања у Брзом Броду скраја тридесетих година 20. века, откривена је одаја са савршено урађеним мозаиком. Препорука еминентних археолога, међу њима и Вулића, била је да се мозаик конзервира тако што ће се над њим подићи конструкција од тврдог материјала.
Вулић је том приликом изнео претпоставку да је одаја са мозаиком један део палате цара Константина, те би стога требало, након подизања конструкције над мозаиком, убрзано наставити ископавања. Заштитна зграда подигнута је пред сам рат 1939. године.
Настављена ископавања у 20. веку потврдила су Вулићеве претпоставке да се ради о репрезентативној грађевини, а најновија археолошка истраживања урађена током 2011. године довела су до нових открића на археолошком локалитету Медијана (приказано у табели).
Као једно од највећих античких налазиша у Србији, Медијана је 1949. године стављена под заштиту државе. У 1979, одлуком Скупштине Србије, археолошки парк Медијана је проглашен за културно доборо од изузетног значаја.
У једној од западних просторија виле, током археолошких истраживања спроведених 1972. године, пронађен је групни налаз скулптура од мермера и порфира, које су на том месту биле склоњене након рушења виле. Скулптуре су мањих димензија и припадају групи јатричко-сотеролошког карактера (Асклепије, Хигија, Телесфор) и у примарној функцији припадале су једном или више објеката сакралног карактера. Претпоставља се да су чиниле део мањег светилишта који се налазио у сали за пријеме (аули), где су донете у време императора Јулијана 361. године. Верује се да је том светилишту припадала и бронзана ограда пронађена 2000. године, на око 100 м северозападно од виле.
Након ископавања у 2006. години јужно од улаза у вилу с перистилом откривена је грађевина, која треба даљим ископавањима да потврди хипотезу, да је она била у функцији царског уласка у Медијану. То би бацило знатно више светлости на дворски церемонијал у Римском царству у 4. веку.